# Provenchères-sur-Fave
Provenchères-sur-Fave là một xã, nằm ở tỉnh Vosges trong vùng Grand Est của Pháp. Xã này có diện tích 7,27 km², dân số năm 1999 là 755 người. Xã này nằm ở khu vực có độ cao trung bình 402 m trên mực nước biển.
Dân địa phương tiếng Pháp gọi là Provenchérois.

## Nhân khẩu
| Năm    | 1801 | 1830 | 1840 | 1846 | 1849 | 1859 | 1863 | 1877 | 1880 | 1887 |
| ------ | ---- | ---- | ---- | ---- | ---- | ---- | ---- | ---- | ---- | ---- |
| Dân số | 449  | 560  | 706  | 741  | 713  | 693  | 810  | ?    | 935  | ?    |

## Biến động dân số
| 1962                                         | 1968 | 1975 | 1982 | 1990 | 1999 |
| -------------------------------------------- | ---- | ---- | ---- | ---- | ---- |
| 706                                          | 728  | 761  | 685  | 733  | 755  |
| Số liệu từ năm 1962: Dân số không tính trùng |      |      |      |      |      |